# Real Love (Mary J. Blige)
Real Love is een nummer van de Amerikaanse R&B-zangeres Mary J. Blige uit 1992. Het is de tweede single van haar debuutalbum What's the 411.
Het nummer werd een grote hit in de Verenigde Staten, waar het de 7e positie behaalde in de Billboard Hot 100. In Nederland haalde "Real Love" geen hitlijsten, toch werd het er wel een radiohitje.